# Nelson Cossio
Nelson Cossio (* 14. Juni 1966 in Santiago de Chile) ist ein ehemaliger chilenischer Fußballspieler. Der Torhüter ist viermaliger chilenischer Nationalspieler und nahm an der Copa América 1997 teil.

## Karriere
Cossio begann seine Karriere 1983 beim CD Palestino in der Primera División. Von 1987 bis 1990 war er bei den Zweitligisten CD Soinca Bata und CD Antofagasta aktiv und kehrte dann zu Palestino zurück. 1993 wechselte er zu Everton und nach einem Jahr zu Universidad de Chile. Mit dem Klub wurde er 1994 und 1995 chilenischer Meister. Von 1996 bis 1997 stand er beim Audax Italiano unter Vertrag. Nach Deportes Temuco ging er 1999 zu Deportes Iquique. In diesem Jahr wurde Cossio wegen Dopings für neun Monate gesperrt. Anschließend war er bei Deportes Concepción, Unión Española und CD Universidad Católica. Mit UC gewann er die Apertura 2002. Danach beendete er seine Laufbahn.
Cossio wurde 1997 viermal in die chilenische Nationalmannschaft berufen und nahm an der Copa América 1997 teil. Sein erstes Länderspiel war im Januar ein Freundschaftsspiel gegen Armenien. Danach spielte er die Gruppenphase der Copa América in Bolivien, in der Chile alle drei Partien verlor und als Gruppenletzter ausschied. Die 1:2-Niederlage im Gruppenspiel gegen Ecuador war sein viertes und zugleich letztes Länderspiel.

## Erfolge
Universidad de Chile
- Chilenischer Meister: 1994, 1995

Universidad Católica
- Chilenischer Meister: 2002-A